# Río Amadorio
Río Amadorio är ett vattendrag i Spanien.   Det ligger i provinsen Provincia de Alicante och regionen Valencia, i den sydöstra delen av landet, 400 km sydost om huvudstaden Madrid.